# L'Îlot de Lili
L'Îlot de Lili est une émission de télévision québécoise pour enfants de 2 à 5 ans en 52 épisodes de 14 minutes diffusée du 2 décembre 1991 à 1992 sur le Canal Famille.

## Synopsis
Avec Lolo, l'ami de tous les enfants qui aime rire et raconter des histoires et Lili, personnage éthéré qui apparaît soudainement de nulle part pour venir, avec ses chansons enjouées, égayer les histoires de Lilo. La série vise, à partir d'une formule simple, à divertir et amuser les plus jeunes par des histoires fantaisistes, des contes et des chansons, à éveiller l'imaginaire et la créativité des petits, à engendrer chez les enfants un sentiment d'appartenance pour que l'émission soit un rendez-vous à ne pas manquer.

## Distribution
- Nathalie Mallette : Lili
- Paul Cagelet : Lolo

## Fiche technique
- Scénarisation : Dominique Drouin et Liliane Karam
- Réalisation : Pierre Gang
- Chansons : Liliane Karam
- Producteur : Jean-Yves de Banville
- Producteur exécutif : Jean Huppé
- Société de production : Groupe ECP